# Élection présidentielle guatémaltèque de 2007
L'élection présidentielle guatémaltèque de 2007 se déroule dans le cadre des élections générales guatémaltèque de 2007 en même temps que les Élections législatives guatémaltèques de 2007. Le premier tour de l'élection se déroule le 9 septembre 2007 laissant en ballottage Álvaro Colom et Otto Pérez Molina. Le second tour se déroule le 4 novembre 2007, remporté par Álvaro Colom.